# Castello di Sigmaringen

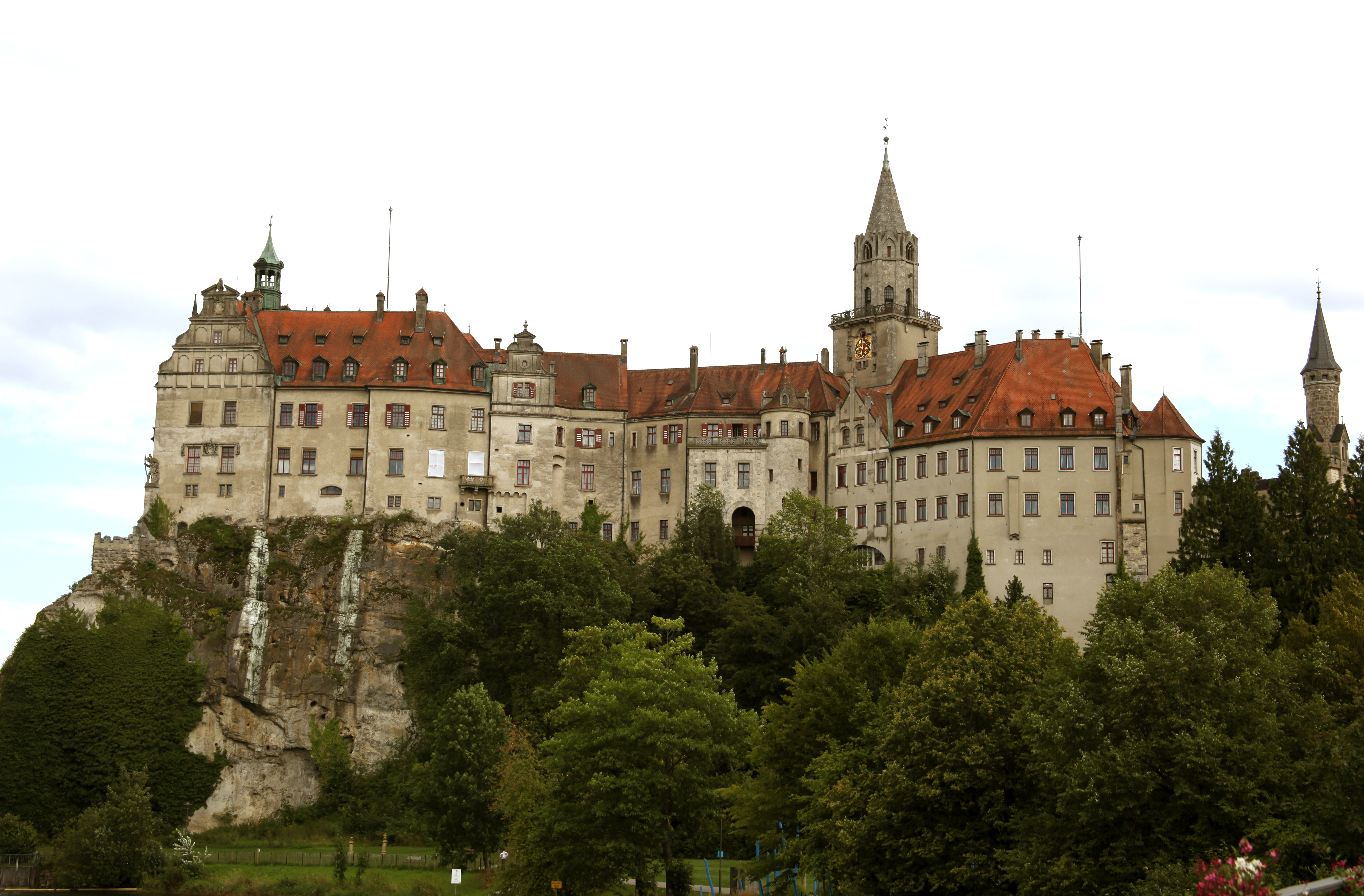
La facciata principale del castello di Sigmaringen

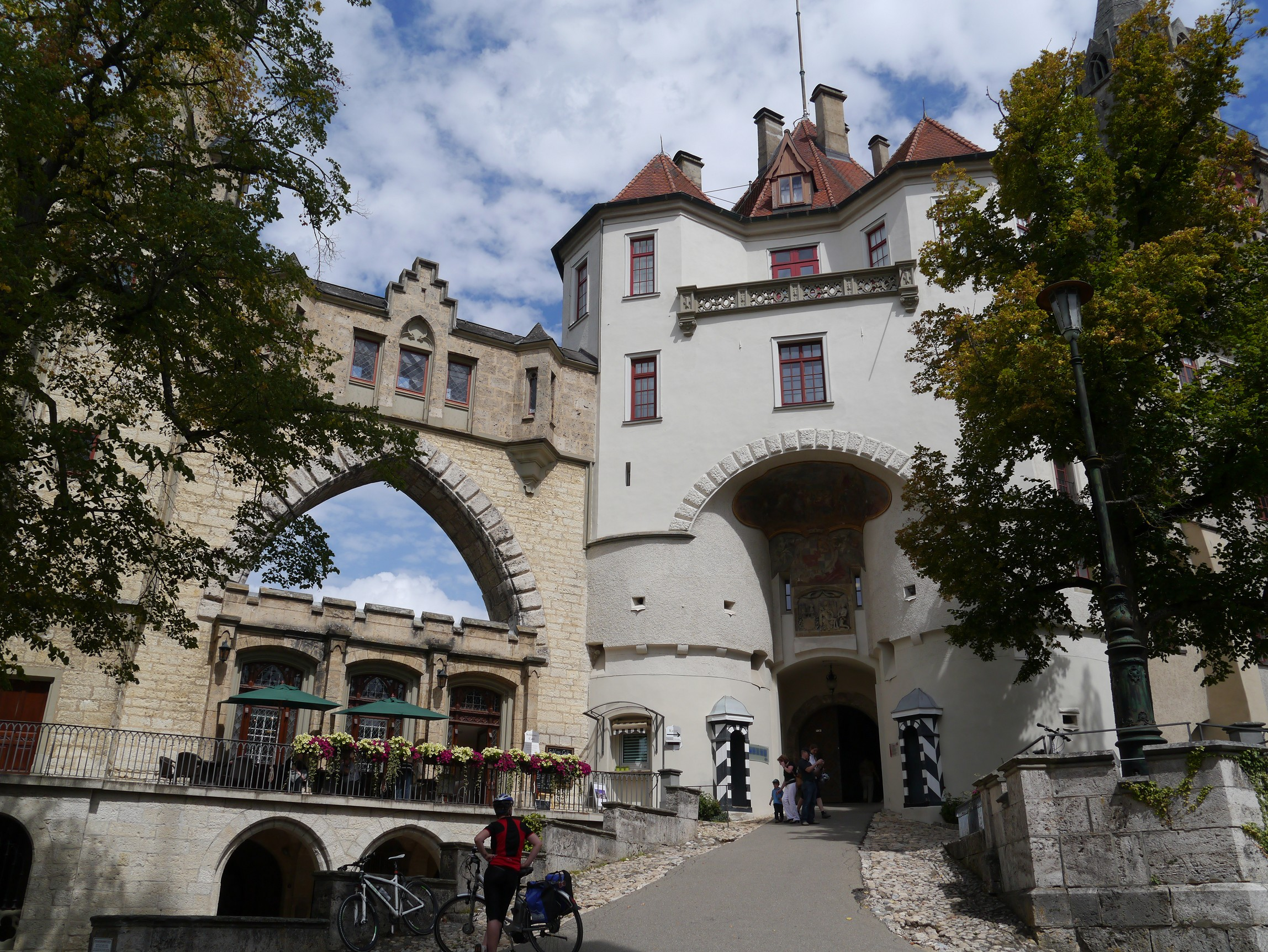
L'ingresso principale del castello

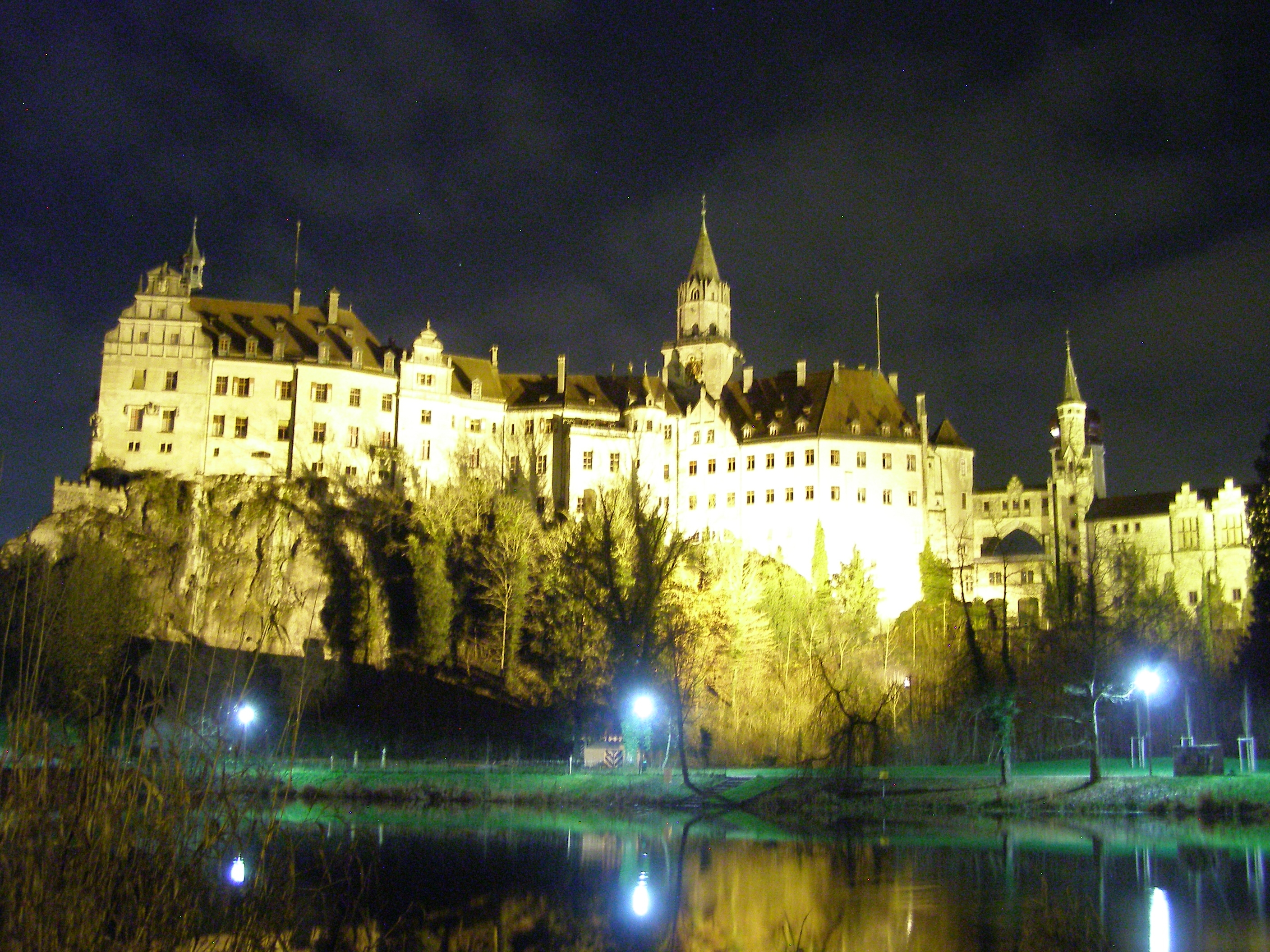
Immagine in notturna del castello di Sigmaringen

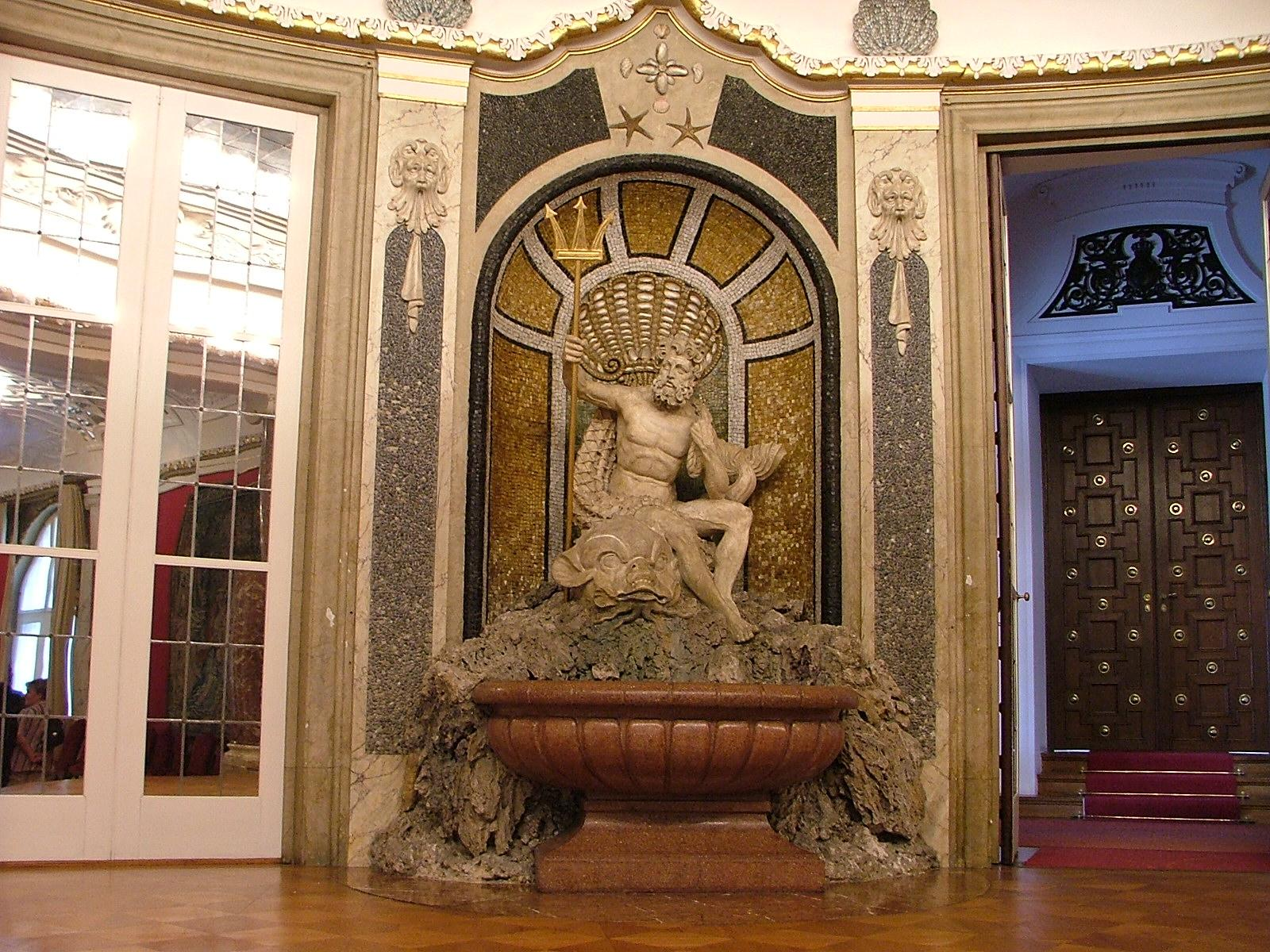
Una sala del castello

Il castello di Sigmaringen (in tedesco: Schloss Sigmaringen) è un castello della cittadina tedesca di Sigmaringen, nel Baden-Württemberg (Germania sud-occidentale), costruito nella forma attuale tra il XVII secolo e il XIX secolo, ma le cui origini risalgono alla metà dell'XI secolo. Fu a partire dalla prima metà del XVI secolo la residenza dei conti e poi principi di Hohenzollern-Sigmaringen.

## Ubicazione
Il castello si staglia su uno sperone roccioso che si erge fino a 35 metri di altezza di fronte al fiume Danubio.
|  |

## Storia
La data di costruzione della fortezza originaria è incerta, ma si ritiene probabile che sia stata eretta intorno alla metà dell'XI secolo, periodo in cui si stavano costruendo varie fortezze in Alta Svevia. Il castello venne in ogni caso menzionato per la prima volta nel 1077 nella cronaca del monastero di Petershausen.
Nel corso del XIII secolo il castello fu rimodellato secondo lo stile delle chiese romaniche. All'epoca il castello misurava 80x30 m.
In seguito, il castello divenne di proprietà del conte di Montfort. Quest'ultimo vendette l'edificio nel 1290 agli Asburgo, che lo cedettero in pegno ai conti del Württemberg.
Nel 1423, il castello di Sigmaringen venne pressoché distrutto. Così, negli ultimi decenni del XV secolo, l'edificio fu sottoposto ad un'ampia opera di rimodellamento per volere del conte di Werdenberg, che ne era divenuto proprietario grazie al matrimonio con la contessa di Württemberg.
Dopo la fine della linea ereditaria dei conti di Württemberg, nel 1534 il castello, dopo una disputa, divenne di proprietà di Carlo I di Hohenzollern-Sigmaringen.
Nel 1539, il castello fu investito da un violento incendio. L'edificio fu quindi più volte rimaneggiato tra il 1586 e il 1606: durante questi lavori, fu aggiunta, tra l'altro, la volta dell'ingresso.
Un'ulteriore opera di rimaneggiamento venne quindi intrapresa tra il 1627 e il 1630 su progetto dell'architetto di Dillingen Hans Aberthal.
A partire dal 1650 il l'edificio fu trasformato da fortezza (Burg) in castello-residenza su progetto dell'architetto austriaco Michael Beer.
Ulteriori, seppur minori, opere di rimodellamento furono quindi effettuate nel corso del XVIII secolo. In particolare, fu aggiunta nel 1736 la Sala degli Avi (che poi sarebbe stata rinnovata nel 1878).
|  |

Nel 1839, il castello di Sigmaringen fu investito da un nuovo incendio, che causò seri danni all'ala orientale.
Il castello fu quindi rimodellato in stile neogotico tra il 1860 e il 1880.  Tuttavia, un nuovo, devastante incendio, che investì il castello nel 1893 costrinse ad un'ulteriore opera di ricostruzione: questi lavori di ammodernamento, che durarono fino al 1902, furono diretti dal consigliere di corte Johannes de Pay e dall'architetto di Monaco Emanuel von Siedl, che trasformarono il castello di Sigmaringen in un edificio dallo stile eclettico.
Il 1919 segnò la fine della costruzione definitiva dell'edificio, anche se piccole parti furono aggiunte anche successivamente.

## Architettura

### Interni
Il castello di Sigmaringen ospita, tra l'altro, una delle più grandi collezioni private di armi d'Europa, con circa 3.000 pezzi esposti.